# Nicolás Ruiz Espadero
Nicolás Ruiz Espadero (* 15. Februar 1832 in Havanna; † 30. August 1890 ebenda) war ein kubanischer Pianist und Komponist.

## Wirken
Espadero war Schüler des Pianisten Fernando Arizti und des Pianisten und Komponisten Julian Fontana. Er galt als der bedeutendste Pianist und Komponist Kubas im 19. Jahrhundert und trat in Kuba und Südamerika als Konzertpianist und Liedbegleiter auf.
Er komponierte ein Rondó brillante für Streichquartett, El canto del esclavo für Violine und Klavier, zwei Klaviersonaten und ein Capriccio für Klavier, eine Serenata cubana für Gesang und Klavier und weitere Klavierstücke, darunter zahlreiche Danzas. In seinen Werken griff er Motive der kubanischen Volksmusik auf.